# Corning (Misuri)
Corning es un pueblo ubicado en el condado de Holt en el estado estadounidense de Misuri. En el Censo de 2010 tenía una población de 15 habitantes y una densidad poblacional de 53,13 personas por km².

## Geografía
Corning se encuentra ubicado en las coordenadas 40°14′55″N 95°27′17″O / 40.24861, -95.45472. Según la Oficina del Censo de los Estados Unidos, Corning tiene una superficie total de 0.28 km², de la cual 0.28 km² corresponden a tierra firme y (0%) 0 km² es agua.

## Demografía
Según el censo de 2010, había 15 personas residiendo en Corning. La densidad de población era de 53,13 hab./km². De los 15 habitantes, Corning estaba compuesto por el 100% blancos, el 0% eran afroamericanos, el 0% eran amerindios, el 0% eran asiáticos, el 0% eran isleños del Pacífico, el 0% eran de otras razas y el 0% pertenecían a dos o más razas. Del total de la población el 0% eran hispanos o latinos de cualquier raza.